# PX Андромеды
PX Андромеды (лат. PX Andromedae) — двойная новоподобная катаклизмическая переменная звезда (NL), затменная переменная звезда (E) в созвездии Андромеды на расстоянии приблизительно 2647 световых лет (около 811 парсеков) от Солнца. Видимая звёздная величина звезды — от +17m до +14,04m. Орбитальный период — около 0,1464 суток (3,511 часа).

## Характеристики
Первый компонент — аккрецирующий белый карлик спектрального класса pec(UG). Эффективная температура — около 8730 K.